# Joakim Thörn
Joakim Thörn, född 22 juli 1981, är en svensk filmregissör och manusförfattare. Under Bergman-veckan 2015 vann han priset Efter Bergman med manuset till kortfilmen Ultimate Fails Compilation. Ultimate Fails Compilation visade sedan på BUFF Filmfestival där den var nominerad i festivalens kortfilmstävling. 
Joakim har också en bakgrund som komiker och vann 2010 P3s humor program Humorhimlen Live.

## Filmografi
- 2014 – Lekplats (kortfilm)
- 2018 – Ultimate Fails Compilation (kortfilm)